# TuralTuranX
TuralTuranX è un duo musicale azero formato dai fratelli gemelli Tural e Turan Bağmanov.
Hanno rappresentato l'Azerbaigian all'Eurovision Song Contest 2023 con il brano Tell Me More.

## Storia
Nati il 30 ottobre 2000 a Zaqatala, distretto nordoccidentale dell'Azerbaigian, i fratelli Bağmanov hanno mostrato sin da subito un grande interesse per la musica, imparando a suonare vari strumenti musicali tra cui il pianoforte, il sintetizzatore e la chitarra. Durante l'adolescenza il duo ha iniziato ad esibirsi a vari festival musicali. Tuttavia, dopo la morte del padre, hanno temporaneamente sospeso la loro carriera musicale. Gli altri due fratelli, Emin e Camal, hanno perso la vita in un incidente stradale a Yuxarı Tala nel 2015.
Tural si è successivamente trasferito a Baku dove ha fondato insieme a un suo amico d'infanzia il gruppo musicale TheRedJungle, insieme al quale si è anche a volte esibito anche Turan. Nello stesso periodo i due fratelli hanno iniziato a cantare come artisti di strada.
Il 9 marzo 2023 l'emittente radiotelevisiva İTV li ha selezionati internamente, tra cinque possibili candidati, come rappresentanti azeri all'Eurovision Song Contest 2023 a Liverpool. Il loro brano eurovisivo nonché singolo di debutto Tell Me More è stato presentato la settimana seguente. Nel maggio successivo si sono esibiti durante la prima semifinale della manifestazione europea, senza però qualificarsi per la finale.

## Discografia

### Singoli
- 2023 – Tell Me More
- 2024 – Reasons to Get High